# René Joannes-Powell
René Joannes-Powell, född 11 februari 1896, död 11 maj 1940, var en friidrottare från Belgien. Han deltog vid olympiska sommarspelen 1920, olympiska sommarspelen 1924 och olympiska sommarspelen 1928.